# Windorah, Queensland
Windorah este un oraș în sud-vestul statului Queensland, Australia. Localitatea este numită după cuvântul aborigen însemnând "pește mare" și face parte din zona de guvernare locală Barcoo (Barcoo Shire).